# Famille Parler

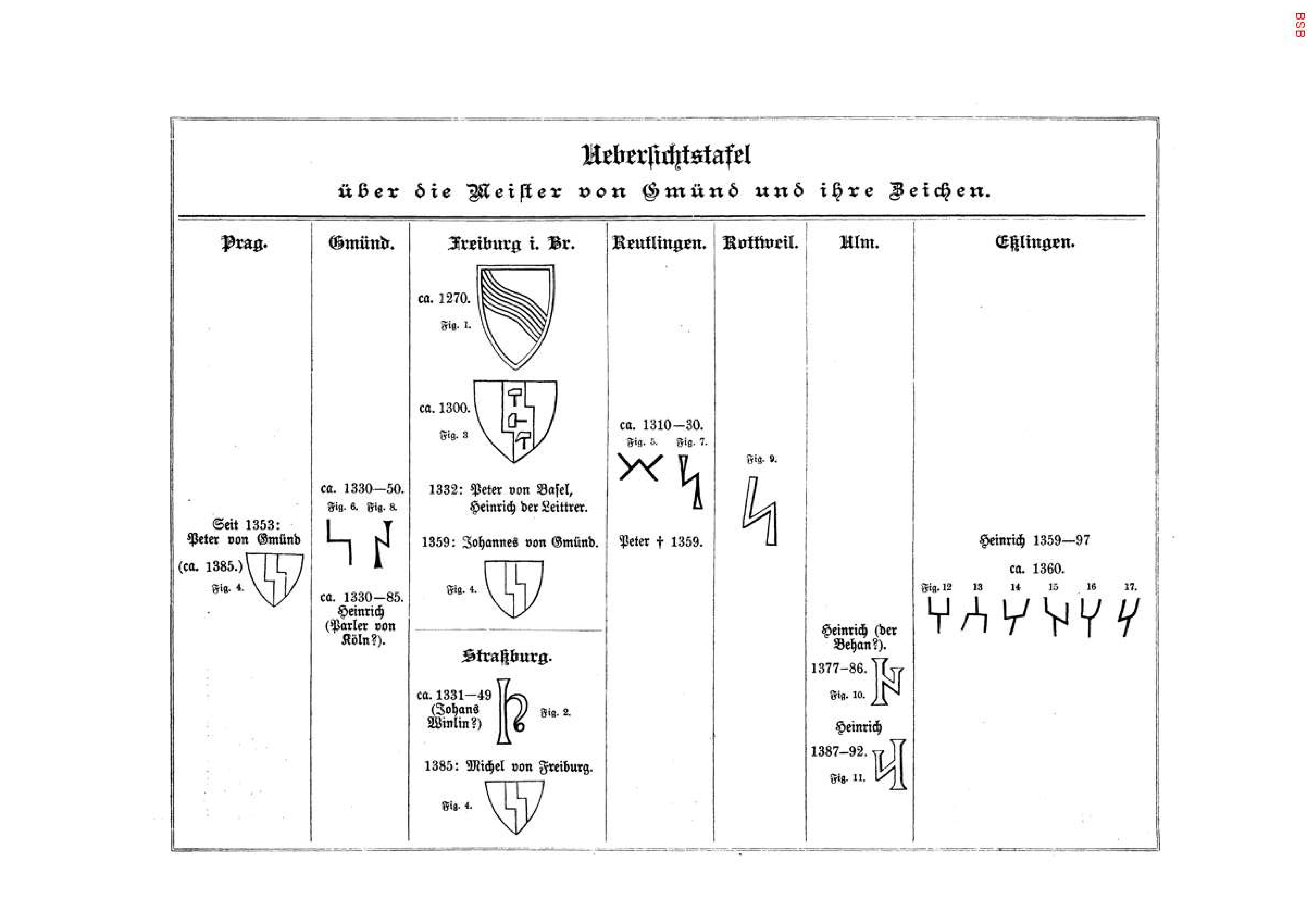
Marques de tâcheron et blasons des membres de la famille Parler.

La famille Parler (tchèque : Parléř) est une famille de tailleurs de pierre, sculpteurs et maîtres d'œuvre originaires de Schwäbisch Gmünd qui a créé ou participé à la création d'œuvres importantes d'art et d'architecture gothiques dans toute l'Europe, parmi lesquels les premiers bustes de la Renaissance, la collégiale de Sainte-Croix de Schwäbisch Gmünd, la cathédrale Saint-Guy de Prague et le Pont Charles de Prague, l'église Saint-Sébald de Nuremberg, l'église Sainte-Barbe de Kutná Hora en République tchèque, la tour de l'Hôtel de Ville à Cracovie, la cathédrale d'Ulm, la cathédrale Notre-Dame de Fribourg et la cathédrale de Bâle. L'influence de leur œuvre sur leur génération est considérable, que ce soit en pays allemand ou à Prague, et on parle de l'apport du style « parlérien » en Souabe, en Bohême ou à Strasbourg.

## Le nom

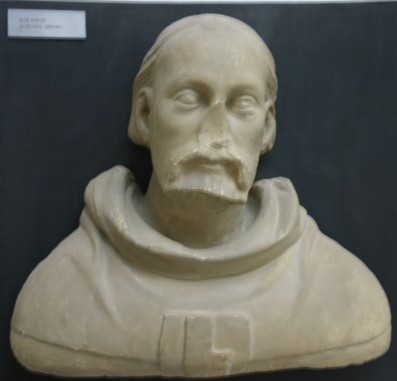
Peter Parler, copie du portrait, moulage en plâtre du Musée National de Prague.

Le nom « Parler » est attesté seulement depuis Peter Parler, mais il est largement répandu pour les membres de la famille. Il dérive du mot Parlier du moyen haut-allemand qui désigne, dans les chantiers du Moyen Âge, un chef de chantier ou contremaître qui parle au nom de compagnons du chantier de construction, qui est donc l'interlocuteur entre les artisans et les commanditaires ; on rencontre les termes « parlerius » ou « parlerus », des mots latinisés dérivés du mot français « parler ». Michael Parler est ainsi nommé « lapicida dictus parler ».

## La famille

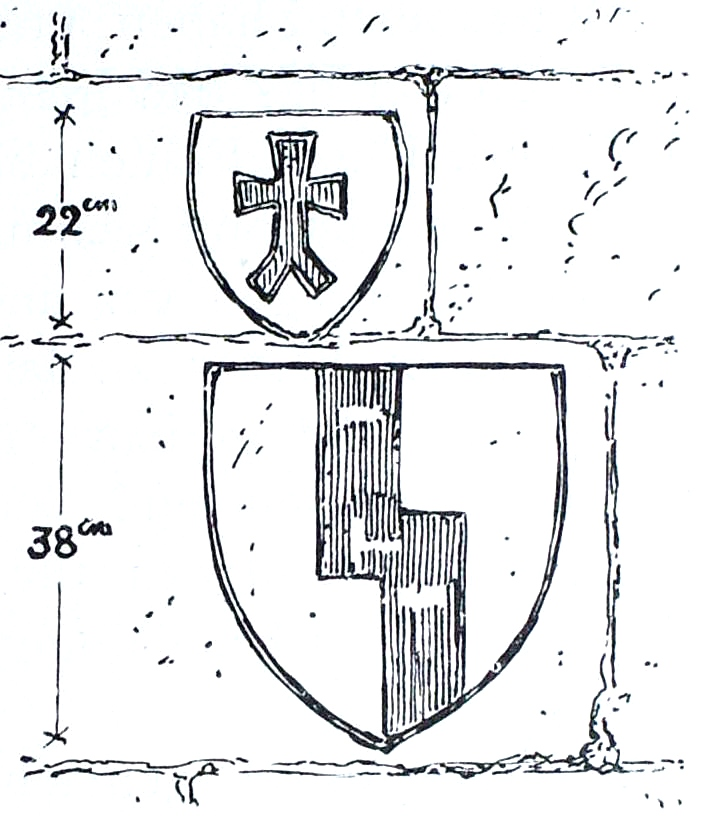
Marque de tâcheron d'un membre de la famille Parler, présente sous le sceau du chantier de la cathédrale de Fribourg.

Tous les membres de la famille ne sont pas identifiés avec certitude par manque de documents écrits, et les rapports de parenté ne sont pas toujours clairs. Les Parler utilisent, comme signe d'identification ou marque de tâcheron une ligne brisée, parfois doublée, formée d'une ou deux équerres, appelé le « Parlerhaken » (le « crochet de Parler ») ou « Winkelhaken ».
La plus ancienne marque connue des Parler remonte aux années 1270. Elle est utilisée en 1332 à la cathédrale de Fribourg dont les maîtres de chantier sont alors « Heinrich der Leittrer » et « Peter de Bâle ».

### En Rhénanie
Le premier membre connu de la famille Parler est Heinrich Parler l'Aîné (2), aussi appelé Heinrich von Gmünd der Ältere (vers 1300–1387), peut-être originaire de Cologne : il est possible qu'il soit le fils de Johannes de Cologne ou de son frère et successeur Rutger, respectivement troisième et quatrième maître d'œuvre de la cathédrale de Cologne.
Heinrich l'Aîné a dirigé la construction de la Collégiale de Sainte-Croix de Schwäbisch Gmünd. Une inscription sur le buste de son fils Peter Parler dans le triforium de la cathédrale de Prague, datant de 1378-1380 le nomme « de colonia magister de gemunden in suevia », donc il est peut-être originaire de ou a travaillé à Cologne ou à Gmünd. Heinrich a peut-être un frère, Peter Parler de Reutlingen (1), tailleur de pierre, qui a participé au chantier final de l'église Sainte-Marie de Reutlingen en 1343, ainsi qu'à celui de la chapelle Saint-Nicolas en 1358, devenue église, de la même ville.
Les représentants les plus importants de la famille sont les fils d'Heinrich : Johann et Peter. Le premier, Johann Parler l'Aîné (3), appelé Johann von Gmünd, est maître d'œuvre à la cathédrale de Fribourg depuis 1354, et à la cathédrale de Bâle depuis 1356.
Les fils de Johann l'Aîné sont probablement Michel Parler (4), maître d'œuvre à la cathédrale de Strasbourg, et Heinrich Parler le Jeune (5), maître d'œuvre du margrave Jobst de Moravie, puis sculpteur à Prague et à Cologne : tous deux s'appellent autant « von Freiburg » que « von Gmünd » et ont des sceaux presque identiques. Un autre fils de Johann l'Aîné est peut-être Johann de Fribourg (6), présent à la cathédrale de Milan en 1390, dont le fils Pietro de Fribourg (7) travaille sur la Cathédrale d'Orvieto en 1402.

### En Bohême
L'autre fils de Heinrich Parler l'Aîné, le plus connu peut-être, est Peter Parler (8), qui est l'architecte de la cathédrale de Prague. La filiation est certifiée par l'inscription déjà mentionnée sur son buste dans le triforium, mais aussi par les registres de la municipalité de Prague, où il est plusieurs fois nommé « von Gmünd ». Peter a des enfants de trois mariages successifs.
Du premier mariage sont issus deux filles et trois fils, dont deux sont architectes. Le premier est Wenzel Parler (9), né vers 1360 et formé à Prague ; il travaille avec son père dans les années 1390 à la construction de la tour Sud de la cathédrale Saint-Guy. En 1397 il est appelé à Vienne, en Autriche, comme maître d'œuvre à la cathédrale Saint-Étienne et travaille là aussi sur la tour Sud. Il est sollicité dès 1401 pour rejoindre l'équipe du chantier de la cathédrale de Milan, mais meurt à Vienne en 1404 avant d'avoir pu rejoindre Milan. L'autre fils architecte est Johann Parler le Jeune (10), architecte de l'église Sainte-Barbe de Kutná Hora.
Du deuxième mariage, contracté entre 1380 et 1382, sont issus deux fils, dont l'un, appelé Johann (Janco) (11) est également tailleur de pierres et a probablement travaillé à Zagreb. D'un troisième mariage est issu, Paul (12), tailleur de pierre à Prague et Breslau.
Un certain Michael, né à Schwäbisch Gmünd, est mentionné à Prague en 1383 comme « frater germanus magistri Petri nove fabrice ecclesie Pragensis » et est donc un frère de Peter et est peut-être Michael Parler (13). On sait qu'il a dirigé en 1359 le chantier de reconstruction du monastère cistercien de Zlatá Koruna.

### À Ulm
Enfin, on connaît trois maîtres d'œuvre du chantier de la cathédrale d'Ulm qui sont des homonymes : Heinrich Parler l'Aîné, Michael et Heinrich Parler le Jeune ; ils sont distincts des précédents bien que possiblement apparentés à la famille Parler et venant aussi de Schwäbisch Gmünd.
Heinrich Parler l'Aîné, premier maître du chantier d'Ulm, est mort avant 1387 : il a travaillé à la cathédrale précédente d'Ulm, créant notamment deux tympans de portail qui sont transférés à la nouvelle cathédrale, et dont le style est fort apparenté aux portails sculptés de Schwäbisch Gmünd, et il a dessiné les plans de la cathédrale comportant trois nefs de largeur égale. Il est à distinguer d'Heinrich Parler l'Aîné de Schwäbisch Gmünd (1), car il est plutôt de la même génération que les frères Johann (3) et Peter (8).
Lui succède Michael, qui réalise les piliers de la sacristie et les traceries du chœur. Heinrich Parler le Jeune est présent à la cathédrale d'Ulm comme maître d'œuvre en avril 1387, à la cathédrale de Milan en 1392, puis à Prague où il est en contact avec la famille de Peter Parler, étant de la même génération que ses fils Wenzel et Johann.
Il est possible, selon Alfred Klemm (de), que Heinrich l'Aîné soit à rapprocher d'un maître Heinrich, tailleur de pierre sur le chantier de la Frauenkirche à Esslingen : cependant, Klemm penche non pas pour des parents, mais plutôt pour des élèves formés par la famille Parler.

## Parentèle
Les relations de parenté entre les différents membres connus de la famille Parler restent incertaines.
- ?
  - (1) Peter Parler de Reutlingen, (mort en 1358),
  - (2) Heinrich Parler l'Aîné (vers 1300 - 1387), aussi Heinrich von Gmünd.
    - (3) Johann Parler l'Aîné, (vers 1330- après 1359), aussi Johann von Gmünd, fils de Heinrich Parler.
      - (4) Michel Parler, (1350 - 1387 ou 1388), aussi Michael von Gmünd ou Michel de Fribourg, fils de Johann Parler l'Aîné.
      - (5) Heinrich Parler le Jeune, Henricus Parlerius, Heinrich von Gmünd, Heinrich von Freiburg (après 1350 - ?), fils de Johann Parler l'Aîné.
      - (6) Johann de Fribourg, Giovanni da Firimburg, Johann l’Allemand, un des maîtres artisans allemands de la cathédrale de Milan en 1390, possible fils de Johann Parler l’Aîné.
        - (7) Pietro di Giovanni de Fribourg, chef de chantier de la cathédrale d'Orvieto en 1402.

    - (8) Peter Parler (tchèque : Petr Parléř), fils de Heinrich Parler, frère cadet de Michael Parler.
      - (9) Wenzel Parler (tchèque : Václav Parléř), fils de Peter Parler.
      - (10) Johann Parler le Jeune (tchèque : Jan Parléř) (vers 1360 - 1405 ou 1406), fils de Peter Parler, frère cadet de Wenzel Parler.
      - (11) Johann (Janco), fils de Peter Parler d'un deuxième mariage.
      - (12) Paul Parler, fils de Peter Parler d'un troisième mariage, tailleur de pierre, en 1383 à Prague et en 1388 à Breslau.

    - (13) Michael Parler ( - après 1383), tailleur de pierre, frère de Johann et Peter.